# Steinsåsen
Steinsåsen är en tätort i Hole kommun i Buskerud fylke i sydöstra Norge. Orten ligger vid Europaväg 16, på västra sidan av Steinsfjorden, den östligaste delen av sjön Tyrifjorden.
Kommunens centralort Vik utgör en del av tätorten.